# فوردونجيانوس
فوردونجيانوس، (بالإنجليزية: Fordongianus)‏، (سردينيا: Fordongianis)، (اليونانية القديمة: Hydata Hypsitana ، اللاتينية: Aquae Hypsitanae)، هي (بلدية) في مقاطعة أوريستانو، في إقليم سردينيا الإيطالي، وتقع على بعد حوالي 90 كم (56 ميل) شمال غرب كالياري وحوالي 25 كيلومترا (16 ميل) شمال شرق أوريستانو. في 31 ديسمبر 2004 ، كان عدد سكانها 1037 نسمة ومساحة 39.4 كيلومتر مربع (15.2 ميل مربع).

## السكان
في سنة 1861 بلغ عدد السكان 1٬137 نسمة، وتطور العدد ليصل في سنة 2011 لـ 939 نسمة.
يظهر هذا المخطط البياني تطور النمو السكاني لـ فوردونجيانوس